# Dysphania turbatrix
Dysphania turbatrix là một loài bướm đêm trong họ Geometridae.